# エルメス (ガンダムシリーズ)
エルメス (ELMETH) は、「ガンダムシリーズ」に登場する架空の兵器。有人操縦式の機動兵器「モビルアーマー（MA）」の一つ。初出は、1979年に放送されたテレビアニメ『機動戦士ガンダム』。
作中の軍事勢力のひとつであるジオン公国軍の試作機で、「ニュータイプ」と呼ばれる特殊能力者の脳波を利用した操縦システム「サイコミュ」を搭載している。サイコミュで遠隔操作される無人ビーム砲端末「ビット」を多数装備し、多方向からの射撃で敵を撃破するオールレンジ攻撃を得意とする。1985年にテレビ放送された続編『機動戦士Ζガンダム』に登場する人型ロボット兵器「モビルスーツ（MS）」であるキュベレイをはじめとして、後発のシリーズ作品群にも同様の攻撃手段を持つ兵器が多数登場する。
『機動戦士ガンダム』劇中ではニュータイプの少女であるララァ・スンが搭乗し、シャア・アズナブルとともに主人公アムロ・レイが所属する地球連邦軍と敵対する。
本記事では、外伝作品などに登場する同型機やバリエーション機についても解説する。

## 名称と商標問題
プラモデルは当初『エルメス』の名称で発売されたが、ファッションブランドであるエルメスが日本国内において「おもちゃ、人形」を指定商品とした商標を登録しており、商標権の侵害となるおそれがあることからパッケージの「ララァ・スン専用モビルアーマー」という名称に変更された（ただし、あくまで商品名が変わっただけであり、組み立て説明書の「モビルアーマーエルメス」と表記されている箇所は変更されず、そのままである）。なお商標の問題に関しバンダイは回答していないが、以降のフィギュアなどの商品化の際にも同じ名称で販売されている。ただし、『SDガンダム BB戦士』シリーズのプラモデルは「NT専用モビルアーマー」という名称が使われている。
2013年に放送されたアニメ『ガンダムビルドファイターズ』第16話ではレイジが「ララァ・スン専用モビルアーマー」の旧キットを手に取った際、イオリ・タケシが「それには色々と事情があるんだ」と商標問題をほのめかしている。

## 設定解説
一年戦争末期に、ジオン公国軍がブラウ・ブロの流れを汲んでニュータイプ専用MA初の実戦タイプとして開発した機体。本機はブラウ・ブロに比べて小型化されるだけでなく、重量はその10分の1程度と大幅に軽減され、機動兵器としての完成度は大きく高められている。さらに公国軍が開発したニュータイプ用MS・MAの遠隔誘導端末のほとんどは有線式であるが、本機は無線式であり、ニュータイプ用兵器として「究極」とも評される。
機体制御や火器管制はサイコミュでまかなえるため、コックピット内部は必要最低限の操縦機器のみで、そのほとんどはコンソール類となっている。また、高Gによるパイロットへの負荷を軽減するため、高性能の緩衝装置が設けられている。機体前面は厚い装甲板で覆われており、装甲に弱点を作らないためにスラスター類は宇宙用の機体としては最小限にとどめられ、姿勢制御用スラスターの代わりにジャイロが補助的に作動する。また、機体上部を分離して、脱出コックピット・システムとしての運用が可能となっている。
フラナガン博士は当初、本機とビットを対MS戦用の兵器とは考えておらず、敵が感知し得ない超遠距離（アウトレンジ）から連邦軍艦艇に一方的に攻撃を加える対艦用兵器として開発している。しかし実戦での初テストにおいて長距離からのビット操作はパイロットに負担をかけることが判明し、操作範囲を狭め負荷が軽減されるように調整を行う（この時点でジオン公国が思い描いていたニュータイプ専用機としての目論見は外れてしまったといっていい）。アウトレンジ攻撃が望めなくなった時点で本機は、対MS戦も視野に入れて運用せざるを得なくなり、それによってビットによるオールレンジ攻撃は生み出されたといえる。
結果的に本機は戦闘で失われたが、遠隔操作砲台によるオールレンジ攻撃は、ニュータイプ専用機を次のステージに上げる起爆剤となっている。

### 武装
ビット
エルメスの主兵装。本体内部に十数基（10基または12基+α説あり）格納される無人攻撃ポッド。収容口は本体後部に2つある。ニュータイプの感応波がミノフスキー粒子の立方格子の振動波を伝播する性質を利用したミノフスキー通信により、無線誘導を実現している。高威力のメガ粒子砲と超小型反応炉、モノアイを有し、モノアイがとらえた映像はパイロットの知覚とリンクされる。多数のバーニアによって、無人兵器としてパイロットが受けるGを考慮しない超高機動が可能。ただし航続距離は短く、ビームの発射回数も10発程度と限られているが、他に例えるもののない高機能兵装である。
「トミノメモ」によれば、当初の名称は「ドク」であった。また小説版『機動戦士ガンダム』では、核弾頭搭載型の「ミサイル・ビット」も用いられている。
メガ粒子砲
固定武装として本体左右に各1門装備する。正面から上方まで旋回可能で、一撃で戦艦を撃沈する威力をもつ。敵機に肉薄された時の自衛用の火器でもあるが、主に中～長距離射撃用。

### 劇中での活躍
第38話で初登場。テキサスコロニーで、ガンダムとの交戦で被弾したシャア専用ゲルググを回収する姿がアムロに目撃されるが、画面では砂嵐でほとんど認識できない。劇場版『機動戦士ガンダムIII めぐりあい宇宙編』では、兵士とシャアの会話からエルメスで回収したことが示唆されている。
第39話冒頭では、陥落した宇宙要塞ソロモンを占領し（コンペイトウと改称）駐留している連邦軍の艦艇に対し、長距離からビットをコントロールして攻撃。劇中で確認できるだけでもマゼラン級戦艦1隻、サラミス級巡洋艦2隻、コロンブス級補給艦1隻を撃沈、マゼラン級1隻の艦橋を破壊し、ジムを1機撃墜する。この戦果をもって連邦軍から「ソロモンの亡霊」とおそれられる。しかし、長距離でのビットの運用はララァを疲労させるため（劇場版では頭痛を訴えている）、シャアはフラナガン博士と協議の上でビットの運用範囲を狭くする。このため敵の射程圏内でビットをコントロールしなければならず、護衛が必須となる。同じ頃、キシリア・ザビはグラナダに到着したニュータイプ、シャリア・ブルのほうがララァより優れているなら、彼をエルメスのパイロットにすることを検討する必要があることを側近に伝えているが、シャアにその意図はなく、エルメスをララァ専用に調整させる。
第40話では、護衛のバタシャムらのリック・ドム2機とともに初めて前線に出る。サラミス級1隻を撃沈するが、その初陣とは思えぬ働きにバタシャムらが戦意を喪失して独断で後退したため、ララァはビットのコントロールに集中できず苦戦を強いられる。遅れて到着したシャアのゲルググの援護によって集中を取り戻し、もう1隻のサラミス級の撃沈にも成功。続く第13独立艦隊との戦闘ではゲルググ1機のみを護衛に出撃、駆け付けたガンダムに圧倒されるゲルググの援護に回り、ララァも頭痛を訴え帰還する。それでもサラミス級2隻を撃沈しており（ナレーションで語られるのみ）、1日に4隻の撃沈は「空前の壮挙」とされる。なお、劇場版では本エピソードはカットされている。
第41話ではガンダムと再戦するが、ビットはアムロのニュータイプの勘（あるいはニュータイプ同士の共鳴）により動きを予測され次々に撃破される。シャアのゲルググが援護に駆けつけ共闘するが、ゲルググをかばった際にガンダムのビーム・サーベルがコックピットを直撃。機体はララァもろとも爆散し、アムロとシャアに大きな心の傷を残す。
テレビ版では、本機との交戦後にアムロやミライ・ヤシマが本機を「とんがり帽子」と呼んでいる。劇場版では、交戦前にホワイトベースに送られたデータ画像で本機の姿を初めて見たミライが「チューリップだかとんがり帽子みたいなの」と呼び、アムロはビットを「とんがり帽子の付録」と呼んでいる。とんがり帽子とは儀礼用の古典的な帽子である三角帽子を指すと思われる。
劇場アニメ『機動戦士ガンダム 逆襲のシャア』では、シャアの回想としてエルメス撃墜シーンがリメイクされている。またアニメ『機動戦士ガンダムUC』では、ユニコーンガンダムとネオ・ジオングのサイコフレームの共鳴による「“刻”の形象化」の一部として、撃墜直前の戦闘シーンがわずかではあるが新規に描かれている。
スマートフォンゲームアプリ『機動戦士ガンダム U.C. ENGAGE』のイベント「アムロシャアモード」のムービーでは、ビットの運用範囲の調整のため、空母ドロスで作業がおこなわれる様子が描かれた。また、ララァの頭痛の原因についてシムス・アル・バハロフ中尉は、無線サイコミュによる遠距離攻撃は脳波が受信する電流に多少のノイズが乗ってしまうようで、それが逆流して刺激したのだろうと述べている。
『機動戦士Gundam GQuuuuuuX』にも「シャロンの薔薇」と呼ばれる本機に酷似した機体が登場。劇中の世界においてはジオンが開発途中で計画を中止したはずのMAで、本来は完成した機体は存在していない。時間凍結された状態のララァに似たパイロットごと地球の海底から引き上げられ、シャリア・ブル曰く「向こう側の世界からやってきたもの」とみられている。また発見に際しては、シャリアの副官であるコモリ・ハーコートが「薔薇というよりチューリップみたい」と発言するテレビ版へのオマージュがみられる。テレビアニメ第9話と第12話において、「シャロンの薔薇」とはあちらの世界のエルメスがこちらの世界に現れたものであり、エルメスがシャロンの薔薇であることが正式に明かされた。

### 同型機
1号機
ムック『ガンダムセンチュリー』では、本機は3機が製造され、1号機はテスト中に暴走したビットの攻撃を受け自爆したとされる。
2号機
小説版『機動戦士ガンダム』では、ララァ機が撃墜されたのちにクスコ・アルが搭乗する機体が2号機とされる。機体色は「メタリック・グリーン」と表現される。アムロのG-3ガンダムと交戦の末、撃破される。
『モビルスーツバリエーション（MSV）』では、ララァが搭乗した機体が2号機とされる。
ゲーム『SDガンダム GGENERATION GATHER BEAT』では、一年戦争時にフラナガン機関に所属していたハマーン・カーンが搭乗した機体が2号機とされる。機体色は白。
3号機
『MSV』では、クスコ・アルが搭乗した機体が「3号機」とされる。ただし「信憑性に欠ける」「実在は疑わしい」とする資料もある。
ゲーム『SDガンダム GGENERATION モノアイガンダムズ』と『SDガンダム GGENERATION DS』では、上記のハマーン搭乗機が3号機とされる。
4号機
ゲーム『SDガンダム GGENERATION モノアイガンダムズ』と『SDガンダム GGENERATION DS』に登場。
ジオン軍の強化人間セレイン・イクスペリが搭乗。システム・セイレーネ搭載スペースが用意されているが、一年戦争中に完成しなかったため未実装。ア・バオア・クーでの戦闘後、部隊を売り渡したアイン・レヴィからシグ・ウェドナーをかばって撃墜される。機体色は赤。
安室奈美恵搭乗機
安室奈美恵の2009年12月発売のアルバム『PAST < FUTURE』の収録曲「Defend Love」のミュージック・ビデオに登場する機体。機体色はピンク。ララァの機体と同様に、戦場でアムロのガンダムと相まみえる。なお、アニメーションパートはサンライズが制作した。

## バリエーション

### ディアブロ
ムック『RPGマガジングレイト Vol.2』掲載のTRPGリプレイおよびシナリオ「D-PROTO」に登場（型式番号：X-MAN）。
デラーズ・フリートの本拠地「茨の園」内でニュータイプ研究をおこなう「NTR部隊」で開発された人工ニュータイプ用のMA。射程の異なるビットAとビットBの2種類を2機ずつ搭載するが、内蔵ではなく外装に取り付けられており、本来のビット搭載スペースにはミサイル地雷ポッドが内蔵されている。メガ粒子砲はビームバルカンに換装され、前方に移設されている。機体色は黒。パイロットは薬物投与による人工ニュータイプである「NTRプロトタイプC」、通称クリスが予定されていたが、妹である「NTRプロトタイプD」、通称ディーナのほうがより高い適性を示したため、交代される。また、機体本体はニュータイプでなくとも操縦は可能。
コロニー「アイランド・イーズ」が阻止限界点を越えた宇宙世紀0083年11月13日、デュカプリオ大尉率いる特殊部隊「タイタニック」によってNTR部隊やパイロットとともにパゾク級輸送艦に搭載され、アクシズへの移送がおこなわれる。なお、リプレイとシナリオではストーリーの展開が異なる。

### ヘリオス
ヘリオス （HELIOS）とは、ウェブ企画『A.O.Z Re-Boot』に登場した機体であり、型式番号は「MAN-08S」である。
火星のジオン軍残党組織の一つである「ジオンマーズ」が、エルメスの後継機として開発したニュータイプ専用MA。開発は元フラナガン機関のスタッフが中心となって進められる。機体は中央の胴体部と左右のバインダーから構成され、胴体前部にはコックピットやモノアイ、メガ粒子砲やサイコミュとその送受信アンテナ（起倒式）を、後部にはビット・コンテナを装備。バインダーには拡散メガ粒子砲やミサイルといった各種武装のほか、推進器とIフィールドを装備。バインダーは独立可動することで、機動性と運動性に加えて防御力も向上させている。ビットはエルメスと同型。塗装はエルメス同様、ライト・グリーンを基調とする。
巡航形態では、エルメスに似た形状となる。高速戦闘形態（格闘形態）ではバインダーを翼状に展開、AMBAC作動肢としても機能する。さらにバインダー内側に収納されているクロー・アームも展開、先端はザクレロと同系列のヒート・ナタとなっており、高速で敵に接近して切り裂くといった一撃離脱戦法などで威力を発揮する。これはエルメスがガンダムの近接攻撃により撃破された戦訓を受け、ザクレロやビグロなどを参考に付与されたもので、設計はビグ・ザムールと同系列のものが流用されている。また胴体部前半がもち上がって機首を構成、首関節の可動により下部のメガ粒子砲が任意の方向に発射できるようになる。
同じく火星のジオン残党組織である「レジオン」とジオンマーズの間での「レジオン建国戦争」初期に投入されるが、レジオンの「インレの翼」に敗北。その際にパイロットを務めていたニュータイプは戦死する。その後、ヘリオス・マリナーに改造される。

#### ヘリオス・マリナー
ヘリオス・マリナー （HELIOS MARINER）とは、漫画『A.O.Z Re-Boot ガンダム・インレ-くろうさぎのみた夢-』に登場した機体である。型式番号として「MAN-08S-M」と、「 MAN-08-M」の2つが存在する。
ジオンマーズが秘匿していたヘリオスを、レジオンからの「インレの翼」奪回を目的とした宇宙世紀0091年の「輝ける星」作戦に際して水中用に改造した機体。水密化のほか、バインダーの推進器は協力関係にあったアクシズの地球侵攻作戦用に開発されていた水陸両用MAから流用された電磁流体誘導推進器 (MHD) に換装されている。クロー・アームはグラブロを参考に、ヒート・ナタを3本ずつに増加している。ビットにも推進器や水密性が改良されているほか、1本のサブ・アームが追加され、モノアイとの連動によりモビル・ビットのように遠隔操作での精密作業が可能となっている。また、機体塗装も紺色に変更されている。
ジオンマーズと同盟を組んだティターンズ残党のクローン強化人間であるツキモリがパイロットを務め、ガ・ゾウムマリンタイプらとともに「インレの翼」の建造が進められているレジオンの氷河地下秘密基地に向かう。ダイアナを生体ユニットとして起動し暴走した「インレの翼」に対し、真の目的であるホシマルとインレの接触を果たすため、3機のビットでホシマルのアーリー・ヘイズルを運搬する。接触の直前、本機はクロー・アームでコックピットを貫かれ、ツキモリは戦死する。
本機によって得られたデータや技術は、のちのシャンブロの開発および完成に繋がったとされる。